# ビリー・ザ・キッド/21才の生涯
『ビリー・ザ・キッド/21才の生涯』（Pat Garrett and Billy the Kid）は、サム・ペキンパー監督による西部劇映画である。ビリー・ザ・キッドの最期を題材としており、キッドをクリス・クリストファーソン、彼の友人で保安官でもあるパット・ギャレットをジェームズ・コバーンが演じた。

## ストーリー
1908年、牧場を営む初老のパット・ギャレットは、土地売買のトラブルによって背後から撃たれて殺されてしまう。死の間際、彼が思い出したのはビリー・ザ・キッドの事だった。
1881年、ニューメキシコ州、フォート・サムナー。無法者で知られるビリー・ザ・キッドは友人で保安官でもあるパット・ギャレットから町を出て行くように警告されるが、それを無視したため銃撃戦の末に逮捕される。
しかしパットが牢屋を離れた際、ビリーは残った保安官助手たちの隙を突いて便所に隠した銃を手に入れて脱獄する。ビリーを邪魔に思う実業家たちは彼の首に多額の賞金をかけ、逮捕を命じられたギャレットはビリーがメキシコへ逃げ延びることを願いつつ、彼を追跡する。
ビリーと彼を追うギャレットは、各地で古馴染みを訪ね歩いて行くが、みんな歳を取っていたり銃撃戦に巻き込まれたりして死んでいってしまう。次々と仲間を失ったビリーは、行く宛もなく西部を放浪し続ける。ギャレットに会ったジョン・チザムは懐かしそうにビリーに牛を盗まれた事を話し、ギャレットにやり過ぎるなと忠告するが、ギャレットの行動は自棄になったように過激さを増していく。
やがてビリーは自分はいるべき場所に戻るべきだと悟り、フォート・サムナーに舞い戻る。ビリーの馴染みの娼婦を脅迫して居場所を突き止めたギャレットは、保安官助手を引き連れてビリーの家を包囲し、暗闇の中に座り込んでビリーが出てくるのを待ち続ける。深夜、食べ物を取りに部屋から出てきたビリーだが、保安官助手たちは怖気づいて撃つことができない。ふと気配を感じて「誰だ？」と声をかけて振り返ったビリーは、ギャレットと対面して満面の笑みを浮かべるが、そのまま彼に射殺される。ビリーを撃ち殺して呆然とするギャレットは鏡に写った自分に向けて銃を撃ち、証拠になるからとビリーの指を切ろうとする保安官助手を殴りつける。
朝までビリーの死体の傍に座り込んでいたギャレットは、幼い男の子に石を投げつけられる中、夜明けと共に一人立ち去っていった。

## キャスト
| 役名               | 俳優                             | 日本語吹替 |
| ------------------ | -------------------------------- | ---------- |
| パット・ギャレット | ジェームズ・コバーン             | 小林清志   |
| ビリー・ザ・キッド | クリス・クリストファーソン       | 堀勝之祐   |
| ルー・ウォレス     | ジェイソン・ロバーズ             |            |
| アラモサ・ビル     | ジャック・イーラム               |            |
| キップ・マッキニー | リチャード・ジャッケル           |            |
| ベイカー夫人       | ケティ・フラド                   |            |
| エイリアス         | ボブ・ディラン                   | 松橋登     |
| コリン・ベイカー   | スリム・ピケンズ                 | 飯塚昭三   |
| ブラック・ハリス   | L・Q・ジョーンズ                 | 北村弘一   |
| ルーク             | ハリー・ディーン・スタントン     | 青野武     |
| ボブ・オリンジャー | R・G・アームストロング           | 藤本譲     |
| イーノ             | ルーク・アスキュー               | 野島昭生   |
| ジョン・W・ポー    | ジョン・ベック                   |            |
| J・W・ベル         | マット・クラーク                 |            |
| チャーリー         | チャールズ・マーティン・スミス   | 野島昭生   |
| マリア             | リタ・クーリッジ                 |            |
| レミュエル         | チル・ウィルス                   | 飯塚昭三   |
| ホリー             | リチャード・ブライト             |            |
| ホーランド         | ジャック・ドッドソン             | 仲木隆司   |
| パコ               | エミリオ・フェルナンデス         | 藤本譲     |
| ピート             | ポール・フィックス               | 北村弘一   |
| ノリス             | ジョン・デイヴィス・チャンドラー |            |
| ルース・リー       | ルターニャ・アルダ               |            |
| ホレル             | ジーン・エヴァンス               |            |
| ビーヴァー         | ドニー・フリッツ                 |            |

## 音楽
エイリアス役で出演もしているミュージシャンのボブ・ディランが映画音楽を手掛け、アルバム『ビリー・ザ・キッド』が発売された。

## 映画賞ノミネート
| 映画祭・賞       | 部門   | 候補                       | 結果       |
| ---------------- | ------ | -------------------------- | ---------- |
| 英国アカデミー賞 | 作曲賞 | ボブ・ディラン             | ノミネート |
| 英国アカデミー賞 | 新人賞 | クリス・クリストファーソン | ノミネート |